# 刀岐浄浜
刀岐 浄浜（とき の きよはま）は、平安時代初期の官人。氏は刀伎、名は清浜とも記される。姓は直。官位は外正五位下・暦博士。

## 経歴
淳和朝にて陰陽寮の暦博士を務め、天長5年（828年）外従五位下に叙せられる。
天長8年（831年）4月1日の夜に日蝕が発生したが、事前に上奏をしていなかった。朝廷より不奏の理由を問われた際に、浄浜は陰陽寮の壁書によれば夜の日蝕は上奏しないことになっている旨を答えた。これに対して、参議・南淵弘貞から「国家の急務であるため、夜に発生する日蝕であっても奏上しなくてはならない」として、陰陽寮が批判を受けた。
天長10年（833年）正月に二階昇進して外正五位下に叙せられるが、同年中に卒去。最終官位は暦博士外正五位下。例年11月1日に行われる陰陽寮の御暦奏について、浄浜の没後に暦道を相続できる者がすぐに見つからず、暦術に心得のある遠江介・大春日良棟を呼び寄せて対応させたため、1ヶ月遅延して12月上旬になってしまったという。

## 官歴
『六国史』による。
- 時期不詳：正六位上。暦博士
- 天長5年（828年） 正月7日：外従五位下
- 天長10年（833年） 正月7日：外正五位下（越階）。日付不詳：卒去（暦博士外正五位下）